# Tetracanthella afurcata
Tetracanthella afurcata is een springstaartensoort uit de familie van de Isotomidae. De wetenschappelijke naam van de soort is voor het eerst geldig gepubliceerd in 1919 door Handschin.